# Dennisiopsis octospora
Dennisiopsis octospora är en svampart som beskrevs av Subram. & Chandrash. 1977. Dennisiopsis octospora ingår i släktet Dennisiopsis, ordningen skålsvampar, klassen Pezizomycetes, divisionen sporsäcksvampar och riket svampar.   Inga underarter finns listade i Catalogue of Life.